# HK Krivbass

HK Krivbass (ukrainska:хк кривбасс) är en ishockeyklubb från Kryvyj Rih, Ukraina. Klubben bildades 2016 och anslöt till Ukrainian Hockey League inför säsongen 2016/2017. Påföljande säsong deltog laget inte längre i ligan.